# 大核台湾冬青
大核台湾冬青（学名：Ilex formosana var. macropyrena）为冬青科冬青属下的一个变种。

## 扩展阅读
- 維基物種上的相關：大核台湾冬青